# Sphex pruinosus
Sphex pruinosus är en biart som beskrevs av Ernst Friedrich Germar 1817. Sphex pruinosus ingår i släktet Sphex och familjen grävsteklar. Inga underarter finns listade i Catalogue of Life.